# ОШ „Свети Сава” Суботица
ОШ „Свети Сава” у Суботици је државна образовна установа, основана 1961. године. Школа носи име по Светом Сави, српском светитељу.
Школа се налази у јужном делу града Суботице, у приградском насељу Александрово. Окупља децу са територија више месних заједница. Матична школа је у МЗ Александрово, а подручна у МЗ Биково. У матичној школи се настава одвија у две зграде. Централна зграда саграђена је 1961. године. Зграда је двоспратна са 22 учионице. Има 13 полуспецијализованих учионица  намењених  кабинетској настави, а 9 учионица намењено је разредној настави. Поред централне зграде налази се и мањи објекат (физички одвојен од централне зграде) тзв. „мала школа“, где се организује настава за ученике у првом циклусу. Мала школа је новијег датума. Изграђена је 1989. године и више прилагођена потребама ученика и наставника
Подручна школа на Бикову удаљена је 12,4km. Нова школска зграда је изграђена 1987. године самодоприносом грађана. У њој се одвија настава од 1. до 4. разреда у преподневној смени, на српском језику, у четири учионице. У истој згради се налази и просторија (учионица) за рад са децом предшколског узраста.
Специфично обележје школе је велики број ученика путника из околних насеља Биково, Микићево, Клиса и Мали Палић који у школу долазе организованим школским превозом са четири аутобуске линије.